# Fiodor Fiodorovitch Radetzky
Fiodor Fiodorovitch Radetzky (en russe : Фёдор Фёдорович Радецкий, né le 28 juillet 1820 à Kazan et mort le 14 janvier 1890 à Odessa) est un général de l'armée impériale russe.

## Biographie
Issu d'une famille de petite noblesse, Fiodor Radetzky devient officier du génie en 1839, sert longtemps dans le Caucase, devient major de l'état-major général du général Friedrich Alexander von Rüdiger (1783-1856) en Hongrie en 1849, colonel dans l'armée du Caucase en 1853, chef d'état-major de l'armée cosaque de Terek et major-général en 1860, en 1868 lieutenant général et en 1876 commandant du 8e corps.
Pendant la guerre russo-turque (1877-1878), il traverse le Danube avec ses troupes en juin 1877 près de Simnitza et défend avec succès la position dans le col de Chipka d'août à septembre. Fin 1877, il reçoit le commandement de l'armée centrale et capture, le 9 janvier 1878 toute l'armée turque de Chipka et entre le 22 janvier à Andrinople. Le 19 septembre 1878, il est nommé commandant du 5e Corps d'armée en Pologne, en 1881 du corps de grenadiers de Moscou et gouverneur général de Kharkov en 1882.